# Mélas

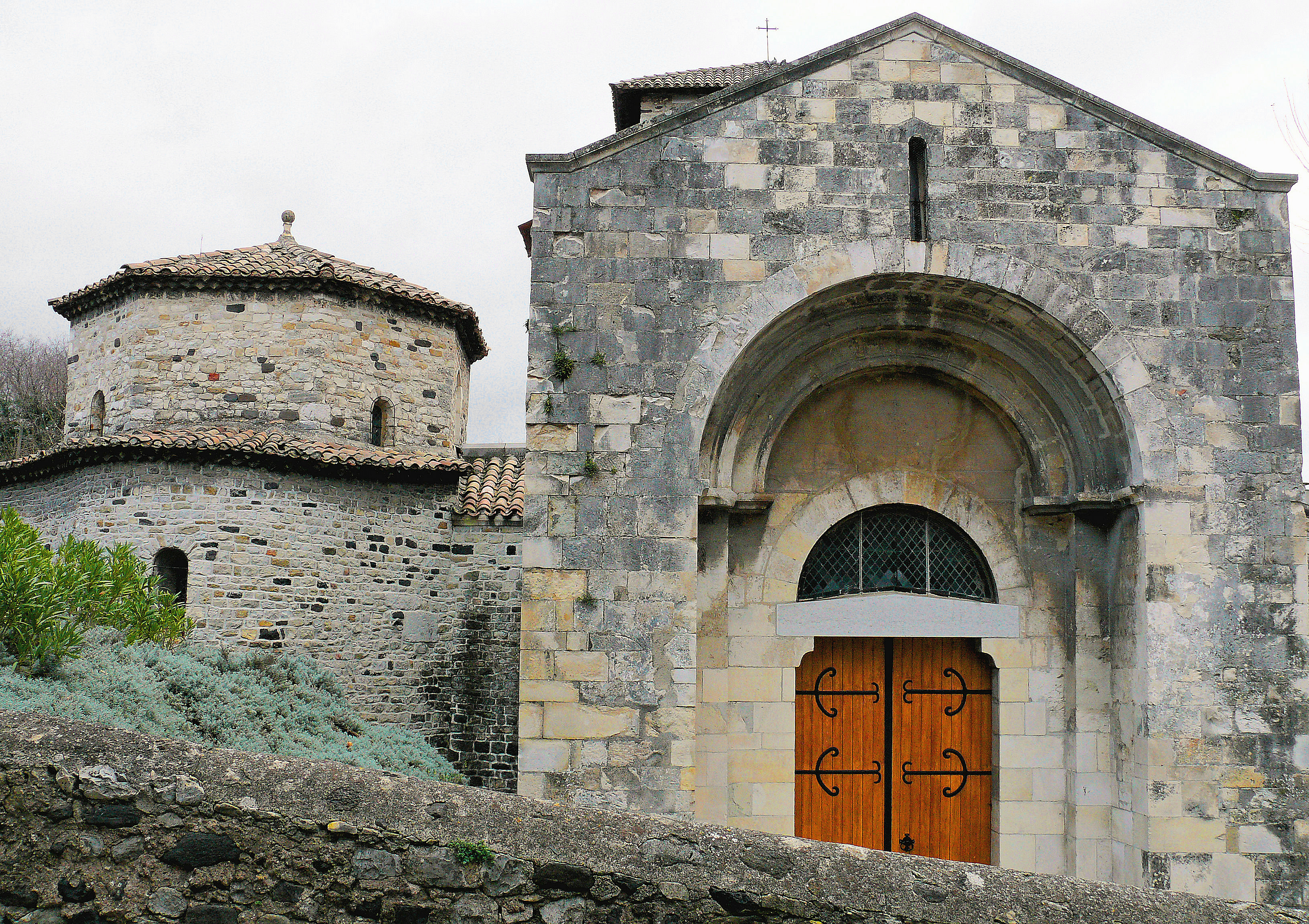
Sint-Stefanuskerk (rechts) en kapel (links)

Mélas is een gehucht en een wijk van de Franse gemeente Le Teil (Ardèche). Mélas is gelegen langs de N102 en ligt ten westen van het centrum van Le Teil.
Mélas is de oudste bewoonde kern in de gemeente. Volgens bisschop Thomas II van Viviers stichtte een rijke en vrome dame met de naam Fredegonde rond 550 een vrouwenklooster in Mélas. Dit was langs de oude Romeinse heerbaan tussen Nîmes en Lyon. Dit klooster was gewijd aan de heiligen Stefanus en Saturninus. Van dit klooster zijn geen resten bewaard, mogelijk werd de noordelijke beuk van de Sint-Stefanuskerk (église Saint-Étienne) van Mélas op de plaats van dit voormalige klooster opgetrokken. De Sint-Stefanuskerk is een tweebeukige kerk waarvan de noordelijke beuk de oudste is en mogelijk teruggaat tot de 10e eeuw. De centrale beuk telt vijf traveeën en is 12e-eeuws. Naast de kerk staat een achthoekige kapel, waarvan de functie niet duidelijk is. Mogelijk diende ze als baptisterium of grafkapel. Deze kapel is binnenin bekroond met een koepelgewelf. De kerk en de kapel werden fel gerestaureerd tussen 1872 en 1878, waarbij de kerk ook werd uitgebreid. Kerk en kapel zijn beschermd als historische monumenten.
De kerk is nog in gebruik voor speciale gelegenheden: communies, doopsels en huwelijken en ook culturele evenementen.
Op 11 november 2019 werd Le Teil getroffen door een aardbeving met een magnitude van 5,7 op de schaal van Richter, die vooral in Mélas schade aanrichtte. Ook de kerk werd beschadigd en de kerktoren dreigde in te zakken. In 2020 werd begonnen met de restauratie van de kerk en de kapel.

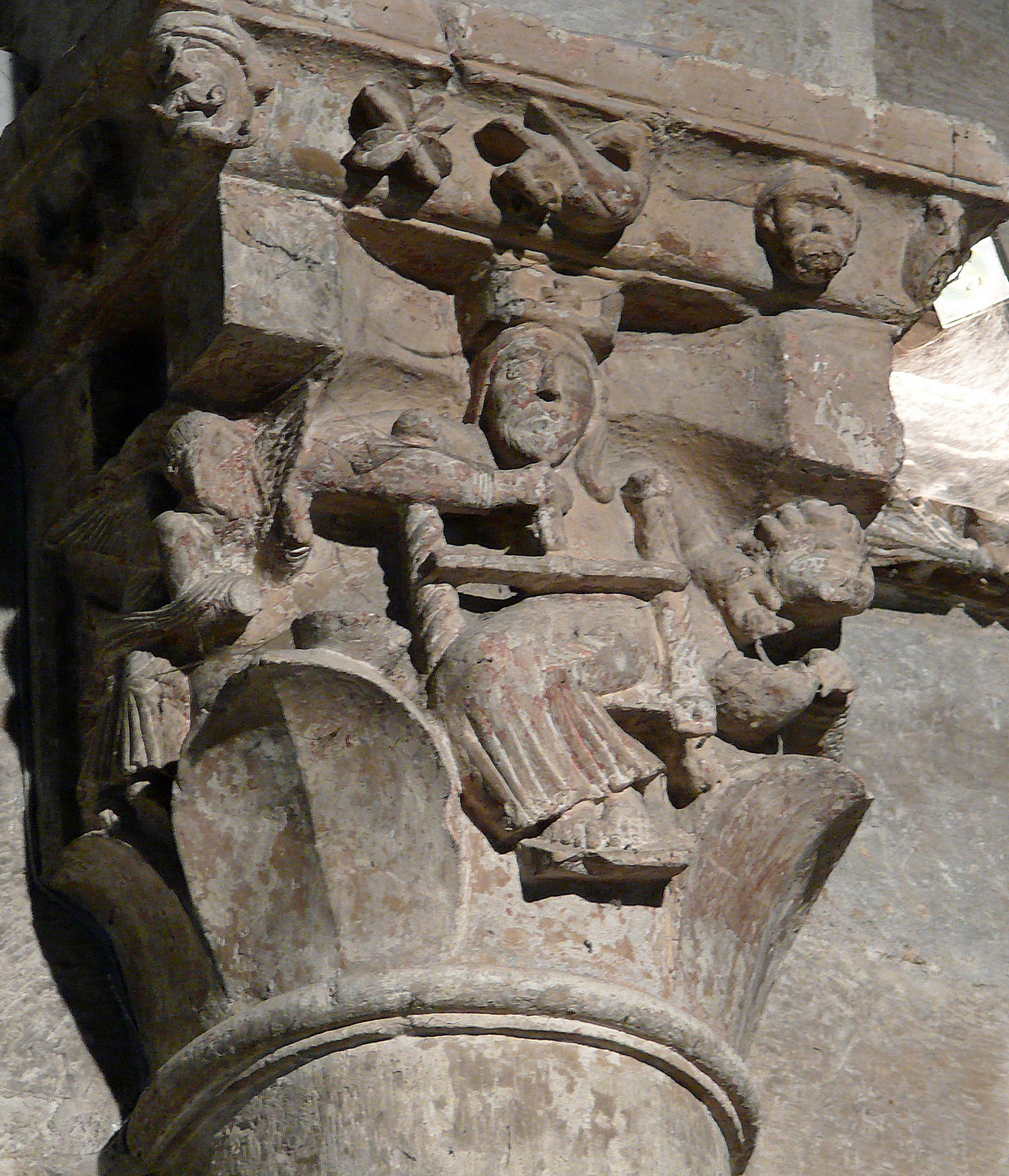
Kapiteel in de kerk
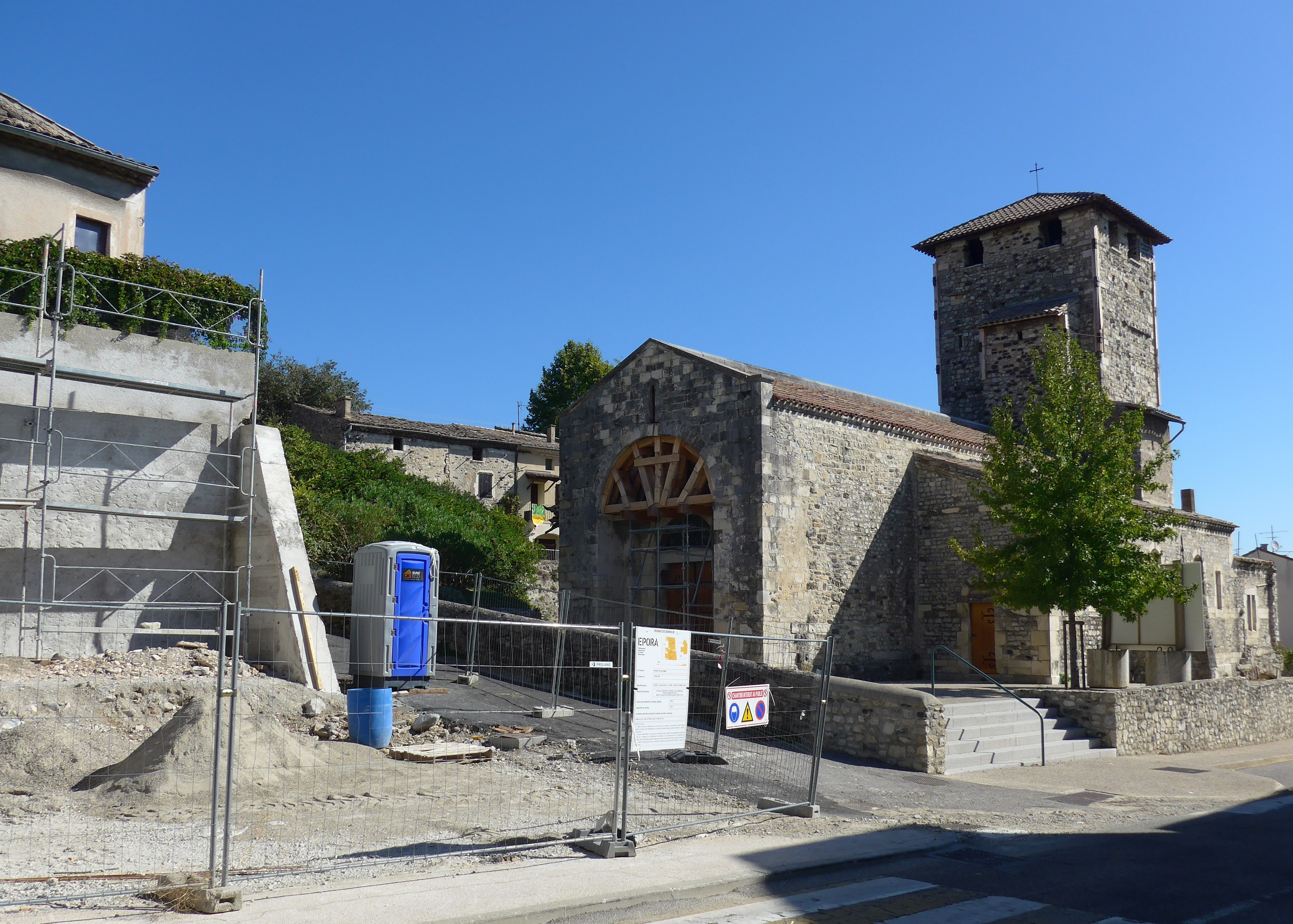
Mélas in 2020, na de aardbeving
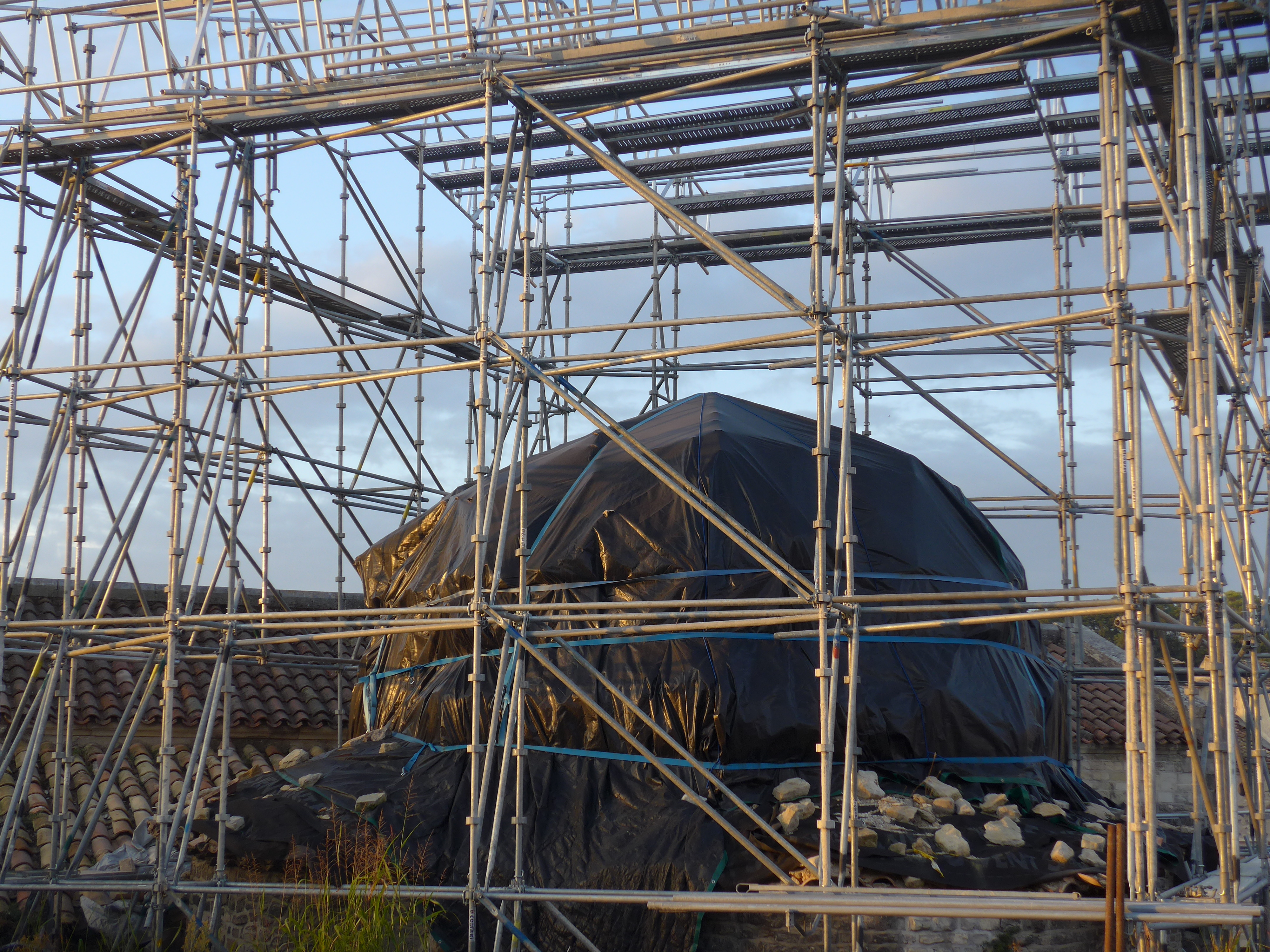
Restauratie van de kapel na de aardbeving
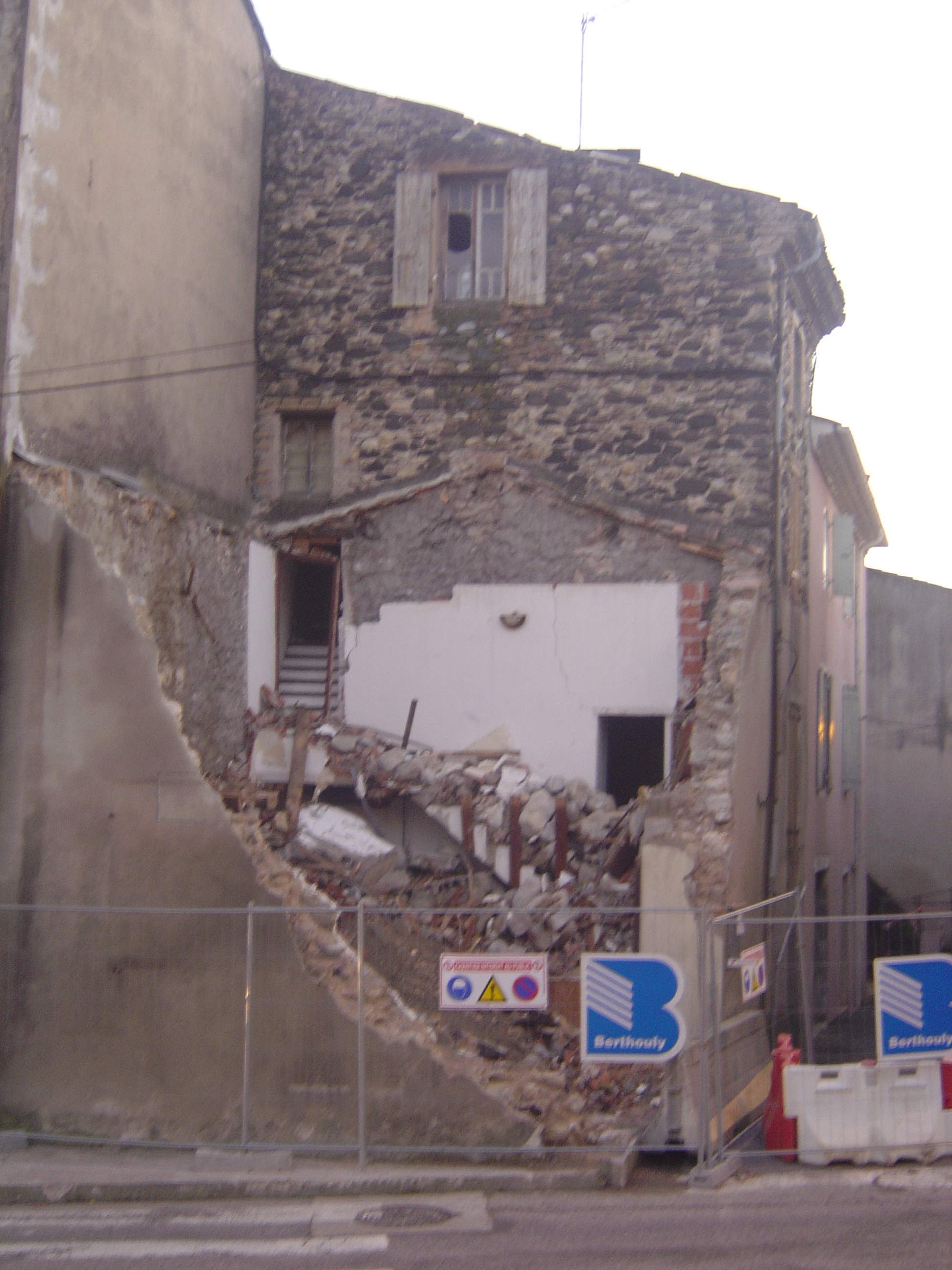
Schade in Mélas